# Ça m'énerve
Singles de Helmut Fritz
Miss France
(2009)
Pistes de En Observation
Opening Tu l'as pas créé tu le vends
Ça m'énerve est une chanson de musique électronique du chanteur Helmut Fritz, sortie sur les plateformes numériques le 9 mars 2009 et sur support physique le 15 mars 2009 (distribué par Sony Music Entertainment). 
Produite et cosignée par Laurent Konrad, qui avait auparavant travaillé au sein du duo de DJ Discobitch, dès sa sortie, la chanson connaît un grand succès et atteint le sommet des ventes de single.

## Historique
Tout d'abord sortie en single, la chanson fait partie de l'album En Observation, sorti le 15 juin 2009. La version « radio edit » et « vip dub mix » sont également incluses sur le disque[pertinence contestée].

## Description
Dans la chanson, le chanteur Helmut Fritz parle de tout ce qui l'énerve : il n'aime pas les filles qui :
- portent la frange à la Kate Moss ;
- portent un Jeans slim taille 34 ;
- dansent comme des princesses sur le dance floor ;
- boivent du champagne rosé ;
- écoutent beaucoup trop fort la musique.

Il n'aime pas non plus ceux qui font la queue devant chez Ladurée pour acheter des macarons (même s'il admet qu'ils sont bons).
Il pratique également le name dropping, et cite notamment :
- l'hôtel Costes ;
- les vêtements Zadig et Voltaire ;
- les voitures de sport Lamborghini ;
- les scooters Vespa ;
- les chaussures Weston ;
- la discothèque Le Milliardaire (à Paris) ;
- les chaussures Jimmy Choo ;
- la carte bancaire Black Card (Centurion).

## Succès
La chanson est restée dans le top des ventes en ligne en France pendant six semaines consécutives. Le 21 mars 2009, elle atteint le 7e rang des ventes de single du SNEP et en prend la tête à sa 13e semaine, ce qui en fait l'un des plus gros hit de 2009 en France. Elle atteint également la 3e place en Belgique et la 8e en Suisse.
Le single s'est vendu à plus de 500 000 unités.
En 2020, Helmut Fritz reprend sa chanson, la remettant au goût du jour pendant le confinement en France dû à la pandémie de Covid-19,.

## Parodies
Caroline Boutier a parodié la chanson sous le titre Ça m'excite en créant le personnage d'Ursula Bretzel, chanteuse allemande.
Le 19 avril 2013, Les Guignols de l'info parodient la musique qui devient Ça m'énerve pas[pertinence contestée].
L'humoriste Laurent Gerra a parodié la chanson avec la voix et le personnage de Jack Lang.
La chanson a en outre été réinterprétée par Philippe Katerine dans son disque avec Francis et ses peintres, 52 reprises dans l'espace (2011).

## Liste des pistes
| 1. | Ça m'énerve (Radio Edit)    | 3:38 |
| 2. | Ça m'énerve (Extended Mix)  | 5:54 |
| 3. | Ça m'énerve (VIP Club Mix)  | 5:17 |
| 4. | Biographie en vidéo (bonus) | 4:30 |
| 5. | Ça m'énerve (Clip vidéo)    | 3:46 |

| 1. | Ça m'énerve (Radio Edit)   | 3:38 |
| 2. | Ça m'énerve (Extended Mix) | 5:54 |
| 3. | Ça m'énerve (VIP Club Mix) | 5:17 |
| 4. | Ça m'énerve (Clip vidéo)   | 3:46 |

## Classements
| Classements des ventes (2009) | Meilleure position |
| ----------------------------- | ------------------ |
| France SNEP - singles         | 1                  |
| France SNEP - digital         | 1                  |
| Belgique Wallonie - singles   | 3                  |
| Europe Eurochart Hot 100      | 3                  |
| Suisse - digital Chart        | 8                  |
| Belgique Flandre - singles    | 21                 |
| Canada Canadian Hot 100       | 87                 |